# Croatia Open Umag 2022
Giải quần vợt Croatia Mở rộng 2022  (còn được biết đến với Plava Laguna Croatia Open Umag vì lý do tài trợ) là một giải quần vợt nam thi đấu trên mặt sân đất nện ngoài trời. Đây là lần thứ 32 Giải quần vợt Croatia Mở rộng được tổ chức, và là một phần của ATP Tour 250 trong ATP Tour 2022. Giải đấu diễn ra tại International Tennis Center ở Umag, Croatia, từ ngày 25 đến ngày 31 tháng 7 năm 2022.

## Điểm và tiền thưởng

### Phân phối điểm
| Sự kiện | VĐ  | CK  | BK | TK | Vòng 1/16 | Vòng 1/32 | Q  | Q2 | Q1 |
| Đơn     | 250 | 150 | 90 | 45 | 20        | 0         | 12 | 6  | 0  |
| Đôi     | 250 | 150 | 90 | 45 | 0         | —         | —  | —  | —  |

### Tiền thưởng
| Sự kiện | VĐ      | CK      | BK      | TK      | Vòng 1/16 | Vòng 1/32 | Q2     | Q1     |
| Đơn     | €41,145 | €29,500 | €21,000 | €14,000 | €9,000    | €5,415    | €2,645 | €1,375 |
| Đôi*    | €15,360 | €11,000 | €7,250  | €4,710  | €2,760    | —         | —      | —      |

*mỗi đội

## Nội dung đơn

### Hạt giống
| Quốc gia | Tay vợt         | Xếp hạng1 | Hạt giống |
| -------- | --------------- | --------- | --------- |
| ESP      | Carlos Alcaraz  | 6         | 1         |
| ITA      | Jannik Sinner   | 10        | 2         |
| DNK      | Holger Rune     | 27        | 3         |
| ARG      | Sebastián Báez  | 32        | 4         |
| SVK      | Alex Molčan     | 48        | 5         |
| GER      | Daniel Altmaier | 56        | 6         |
| ITA      | Fabio Fognini   | 61        | 7         |
| ITA      | Lorenzo Musetti | 62        | 8         |

- 1 Bảng xếp hạng vào ngày 18 tháng 7 năm 2022.[3]

### Vận động viên khác
Đặc cách:
- Duje Ajduković
- Mili Poljičak
- Dino Prižmić

Bảo toàn thứ hạng:
- Aljaž Bedene

Vượt qua vòng loại:
- Franco Agamenone
- Marco Cecchinato
- Corentin Moutet
- Giulio Zeppieri

Thua cuộc may mắn:
- Norbert Gombos

### Rút lui
Trước giải đấu
- Nikoloz Basilashvili → thay thế bởi  Bernabé Zapata Miralles
- Francisco Cerúndolo → thay thế bởi  Daniel Elahi Galán
- Filip Krajinović → thay thế bởi  Facundo Bagnis
- Jiří Veselý → thay thế bởi  Norbert Gombos

## Nội dung đôi

### Hạt giống
| Quốc gia | Tay vợt         | Quốc gia | Tay vợt              | Xếp hạng1 | Hạt giống |
| -------- | --------------- | -------- | -------------------- | --------- | --------- |
| ITA      | Simone Bolelli  | ITA      | Fabio Fognini        | 60        | 1         |
| BRA      | Rafael Matos    | ESP      | David Vega Hernández | 71        | 2         |
| GBR      | Lloyd Glasspool | FIN      | Harri Heliövaara     | 78        | 3         |
| KAZ      | Andrey Golubev  | ARG      | Máximo González      | 89        | 4         |

- 1 Bảng xếp hạng vào ngày 18 tháng 7 năm 2022.

### Vận động viên khác
Đặc cách:
- Mili Poljičak /  Nino Serdarušić
- Antonio Šančić /  Franko Škugor

### Rút lui
Trước giải đấu
- Aljaž Bedene /  Jiří Veselý → thay thế bởi  Sander Arends /  David Pel

## Nhà vô địch

### Đơn
- Jannik Sinner đánh bại  Carlos Alcaraz, 6–7(5–7), 6–1, 6–1

### Đôi
- Simone Bolelli /  Fabio Fognini đánh bại  Lloyd Glasspool /  Harri Heliövaara, 5–7, 7–6(8–6), [10–7]